# Melfjorden
Le Melfjorden est un fjord de la municipalité de Rødøy dans le comté de Nordland, en Norvège.

## Description
Il est situé sur le cercle polaire arctique. Le fjord de 33 kilomètres de long va du village de Melfjordbotn à l'est à son embouchure dans le Rødøyfjorden près de l'île de Rangsundøya. Il y a deux bras de fjord qui bifurquent du fjord principal : Nordfjorden coule au nord dans le parc national de Saltfjellet-Svartisen et Sørfjorden au sud après les villages de Sørfjorden et Kilboghavn.
Le village de Melfjordbotn se trouve à l'extrémité orientale du fjord dans la municipalité de Rødøy, mais il n'est accessible que par la route via Rana.